# Rutelarcha quadrimaculata
Rutelarcha quadrimaculata är en skalbaggsart som beskrevs av Waterhouse 1874. Rutelarcha quadrimaculata ingår i släktet Rutelarcha och familjen Rutelidae. Inga underarter finns listade i Catalogue of Life.